# Du är mitt begär
Du är mitt begär är en skiva med komikern och sångaren Anna-Lena Brundins tolkningar av Edith Piafs sånger, som gavs ut 1993 av bok- och skivförlaget Bakhåll.

## Låtlista
Originaltitlar inom parentes.
1. "Det är i Hamburg" (C'est à Hambourg) - 2:56
2. "Kärlekshymn" (Hymne à l'amour) - 2:29
3. "Folkhopen" (La foule) - 2:37
4. "Du är mitt begär" (T'es l'homme qu'il me faut) - 2:48
5. "Står och torkar glas" (Les amants d'un jour) - 3:25
6. "Som ett dansande hjul" (La ville inconnue) - 3:05
7. "Clownen" (Bravo pour le clown) - 3:20
8. "Milord" (Milord) - 3:52
9. "Akta dig Manuel" (N'y va pas, Manuel) - 3:23
10. "Stackars Jean" (La goualante du pauvre Jean) - 1:49
11. "Jag svävar fram i rosa" (La vie en rose) - 2:47
12. "Kärleksord" (Les mots d'amour) - 3:23
13. "Min legionär" (Mon légionnaire) - 4:40
14. "Vita rockar" (Les blouses blanches) - 4:39
15. "Höstens löv" (Autumn leaves) - 2:05
16. "Min Gud" (Mon Dieu) - 2:46
17. "Jag ångrar ingenting" (Non, je ne regrette rien) - 2:43